# BYtrafik
BYtrafik er medlemsbladet for den danske forening Sporvejshistorisk Selskab. Bladet udgives seks gange om året, og dets emnekreds omfatter kollektiv trafik, men med hovedvægt på sporvogne og i varierende omfang på busser, trolleybusser og tog. Der skrives både om historiske og aktuelle forhold i Danmark og om forholdene i andre lande. Desuden skrives om foreningens hovedaktivitet Sporvejsmuseet Skjoldenæsholm og om medlemsudflugter til udlandet.
Bladet er udgivet, siden foreningen blev stiftet i 1965. På de første to årgange benyttedes foreningens navn på bladet, men fra 1967 indførtes navnet BYtrafik. Bladet var oprindeligt duplikeret, fra 1966 illustreret med stregtegninger af John Lundgren. Fra 1971 gik man over til offsettryk, der gav mulighed for gengivelse af sort/hvide billeder. I 1990'erne begyndte der at dukke farvebilleder op, og fra 2002 er bladet i fuldt farvetryk. Fra 2017 blev det oprindelige A5-format ændret til det større A4.
Bladet udsendes til de ca. 1.250 medlemmer af Sporvejshistorisk Selskab, der også modtager årsberetninger fra Sporvejsmuseet Skjoldenæsholm. Desuden udsendes bladet til forskellige samarbejdspartnere.

## Historie
Foreningen Sporvejshistorisk Selskab blev stiftet ved et møde 8. februar 1965. I indbydelsen til mødet var der blandt andet lagt op til, at der skulle udgives et duplikeret medlemsblad seks gange om året med vedlagte fotografier. Det første blad, der var i A5-format, udkom i marts 1965. I alt udkom der syv numre i 1965. I 1966 udkom der seks numre, hvilket har været standard siden da. De første par år havde bladet ikke noget særligt navn. I stedet stod foreningens navn øverst på forsiden i form af en efterligning af den skrift og staffering, der var blevet benyttet til de gamle københavnske sporvogne indtil anden verdenskrig. Bladet var oprindeligt duplikeret, men den teknik egnede sig generelt ikke til gengivelse af billeder, så det hørte til undtagelserne i de første år. Fra 1966 blev bladet til gengæld illustreret med stregtegninger af John Lundgren. Desuden blev hvert nummer fra 1965 vedlagt et sort/hvid fotografi af sporvogne.
Det første nummer i 1967 blev forsøgsvist bogtrykt. Samtidig indførtes navnet BYtrafik, der var en oversættelse af navnet på det tyske blad Stadtverkehr. Det var tanken, at den bedre teknik skulle have været finasieret af annoncer, men i praksis blev det for dyrt, og det blev derfor opgivet efter det ene nummer. Derefter gik man tilbage til duplikering og illustrationer i form af John Lundgrens stregtegninger. Navnet Bytrafik og den gule forsidefarve, der var blevet indført ved samme lejlighed, blev dog bibeholdt. Fra 1971 gik man over til offsettryk, der gav mulighed for gengivelse af sort/hvide billeder. Man fortsatte dog med at vedlægge et fotografi til hvert nummer indtil udgangen af 1981.
Bladets redaktør var oprindeligt Thorkild Ring Hansen, der blev afløst af Hans Harpøth fra nr. 1/1970. Indholdet var i starten præget af dels interne foreningsmeddelelse og dels af, at sporvognene i København og andre steder blev erstattet af busser. Dertil kom så artikler om historiske danske sporvejsforhold og om sporveje i udlandet. Fra det andet nummer i 1965 introduceredes desuden den faste rubrik Bagperronen med aktuelle notitser om kollektiv bytrafik i ind- og udland. Foreningens femårsjubilæum blev markeret ved, at et fremtidsnummer som en spøg var vedlagt nr. 1/1970. Den sidste sporvejslinje i København og dermed i Danmark blev omstillet til busdrift 23. april 1972, hvilket blev beskrevet med en frisk reportage i samme måneds nummer af bladet. Senere samme år blev de interne foreningsmeddelelser udskilt som et tillæg til bladet, der efterfølgende udkom i varierende form. Fra nr. 4/1985 endte man med at hæfte dem ind midt i bladet på gult papir.
Fra nr. 6/1974 overgik hvervet som redaktør til Søren Palsbo og fra nr. 1/1977 til Jens-Erik Gøtterup. I mellemtiden var Sporvejshistorisk begyndt at anlægge Sporvejsmuseet Skjoldenæsholm i 1972, hvilket naturligt kom til at sætte sit præg på bladet op gennem 1970'erne. Resten af bladet skiftede efterhånden karakter, så der blev lagt mere vægt på den nyere udvikling indenfor kollektiv trafik end på det historiske. I nr. 1/1978 introduceredes desuden rubrikken Dansk bytrafikbibliografi med aktuel litteratur og tidsskriftartikler om bytrafik.
Sporvejsmuseet blev indviet 26. maj 1978. Den efterfølgende drift og udbygning blev jævnligt beskrevet i bladet, om ikke i hvert nummer. Fra 1979 blev der desuden udgivet årsberetninger om det forgangne år på museet, først som tillæg til Bytrafik og fra 1982 som særnumre. I 1978 blev der desuden udgivet et særnummer af bladet, nr. 4B/1978, da Trafikrådets formand Erling Olsen besluttede at udgive rådets afsluttende beretning på denne måde. Rådet havde haft til opgave at stå for en samordning af den kollektive trafik i Hovedstadsområdet, og det var nu gennemført. I 1985 blev der også udgivet et særnummer, nr. 1B/1985, i form af et billedhæfte med et særligt omslag om den københavnske sporvognslinje 20 i anledning af Sporvejshistorisk Selskabs 20 års jubilæum. Hæftet blev desuden udgivet i en almindelig udgave samme år som en del af Sporvejshistorisk Selskabs serie af billedhæfter om københavnske sporvognslinjer.

### Redaktørskift og teknisk udvikling
I 1989 ønskede Sporvejshistorisk Selskabs bestyrelse at opdatere redaktørens kommissorium og afgrænsningen af, hvad bladet skulle dække, så det passede med foreningens aktiviteter og medlemmernes interesser. Det skulle således både dække foreningen og museet, historiske sporvejsstof, udenlandske sporveje, aktuelt stof om dansk bytrafik og hvordan sporveje atter kunne indgå i den. Jens-Erik Gøtterup kunne dog ikke gå ind på de ønskede ændringer, så han valgte at trække sig som redaktør. Fra nr. 2/1990 overgik hvervet som redaktør i stedet til John Kåre Bjørnson med Kurt G. Rasmussen som redaktionssekretær. Samtidig forsvandt rubrikken Dansk bytrafikbibliografi, mens der til gengæld blev der mere fokus på den aktuelle trafikdebat. Især projekteringen og de senere problemer under anlæggelsen af Københavns Metro kom til at fylde en hel del. Det bekymrede bestyrelsen, der også følte, at det generelt kneb med den ønskede blanding af stoffet i bladet. Redaktionen kunne imidlertid ikke gå med til en opstramning, så det endte med at bestyrelsen selv redigerede de fire første numre af bladet i 1998. Fra nr. 5/1998 overtog Søren Johansen så hvervet som redaktør.
På det tekniske plan skete der også en del udvikling. Til og med 1993 blev satsen lavet på skrivemaskine. Renskrivningen foregik oprindeligt også på denne måde, hvilket medførte stramme krav til antallet af anslag i hver tekstlinje. Dertil kom et manuelt ombrydningsarbejde, når der både skulle tages hensyn til illustrationer og antallet af tekstlinjer på hver side. De sidste år skete renskrivningen dog på et tekstbehandlingsanlæg. Fra 1994 blev satsen lavet på computer, og samtidig gik man fra et- til tospaltet layout. Billeder blev reprofotograferet og klæbet op i rasterudgave sammen med satsen til brug for trykkeriet. Fra 2001 gjorde ny teknik det muligt at indscanne billeder og lave det færdige blad med tekst og billeder på computer. Herefter kunne trykkeriet så nøjes med at få en cd-rom.
Det første farvebillede blev bragt på forsiden af nr. 1/1980 i anledning af Sporvejshistorisk Selskabs 15 års jubilæum, men det var for dyrt og besværligt til umiddelbare gentagelser. Efterhånden fik man dog gavn af udviklingen i den grafiske branche. Fra nr. 1/1990 begyndte der igen at komme farvebilleder, først på omslaget ved særlige lejligheder og fra nr. 2/1997 også i en del numre i selve bladet. I 2001 vedtog bestyrelsen så, at bladet efterhånden skulle overgå til fuldt farvetryk. Det første nummer helt i farver blev nr. 4/2001. Nr. 6/2001 blev efterfølgende den sidste kun i sort/hvid, før man fra nr. 1/2002 gik over til fuldt farvetryk i alle blade. Dansk Tidsskrifts Tryk, der havde trykt bladet siden 1971, havde dog ikke maskiner til firefarvetryk, så efter nogle problemer med billedgengivelserne gik man over til Rapo Tryk fra nr. 6/1994. Efter en virksomhedsfusion trykkes bladet siden nr. 2/2012 af Cool Gray.
Redaktøren Søren Johansen afgik ved døden i 2011. I forvejen havde Finn Hørsted aflastet som redaktør på enkelte numre, og efter anmodning fra bestyrelsen blev han så ny fast redaktør fra nr. 5/2011, assisteret af Finn Erik Larsen. Bladets indhold var fortsat en blanding af forenings- og museumsstof, historisk forskning og stof om udenlandske sporveje. Op gennem 2010'erne blev det desuden blevet til en del om projektering og anlæg af letbaner i Aarhus, Odense og Købenavn. I januar 2015 udsendtes et ekstra nr. 0 af bladet som et oplæg til Sporvejshistorisk Selskabs 50 års jubilæumsudstilling på Københavns Rådhus i februar 2015. Fra nr. 1/2017 blev det oprindelige A5-format ændret til det større A4, der blandt andet gjorde det muligt at gengive billeder i stort format. Desuden blev de interne foreningsmeddelelser nu trykt som en del af bladet men stadig med gule sider.
Efter ti år med redaktionen af bladet, ønskede Finn Hørsted og Finn Erik Larsen at overlade jobbet til nye og yngre kræfter. Det blev Asger Batting Clausen, assisteret af Henrik Jensen, der kom til at tage over som redaktører fra nr. 3/2021. Den gamle redaktion glædede sig ved deres afsked over at have medlevende læsere. Hver gang et blad udkom, kom der masser af e-mails med rettelser, kommentarer og tilføjelser. Den nye redaktion ønskede at fortsætte med den hidtidige blanding af nyt og gammelt, dansk og udenlandsk. Men i erkendelse at af stadig færre kunne huske sporvejsdriften i København og Aarhus regnede man dog med, at nogle ting fremover skulle forklares mere i detaljer af hensyn til nyere læsere.